# 2004 DK64
2004 DK64, também escrito como 2004 DK64, é um objeto transnetuniano que está localizado no Cinturão de Kuiper, uma região do Sistema Solar. Este corpo celeste é classificado como um provável cubewano. Ele possui uma magnitude absoluta de 7,4 e tem um diâmetro estimado com 146 km.

## Descoberta
2004 DK64 foi descoberto no dia 26 de fevereiro de 2004 pelo astrônomo Marc W. Buie.

## Órbita
A órbita de 2004 DK64 tem uma excentricidade de 0,101 e possui um semieixo maior de 43,650 UA. O seu periélio leva o mesmo a uma distância de 39,261 UA em relação ao Sol e seu afélio a 48,040 UA.